# Рошполь
Рошпо́ль (фр. Rochepaule, окс. Ròchapaula) — коммуна во Франции, находится в регионе Рона — Альпы. Департамент коммуны — Ардеш. Входит в состав кантона Сент-Агрев. Округ коммуны — Турнон-сюр-Рон.
Код INSEE коммуны — 07192.

## Население
Население коммуны на 2008 год составляло 296 человек.
| 1962 | 1968 | 1975 | 1982 | 1990 | 1999 | 2008 |
| ---- | ---- | ---- | ---- | ---- | ---- | ---- |
| 469  | 589  | 480  | 464  | 404  | 341  | 296  |

## Экономика

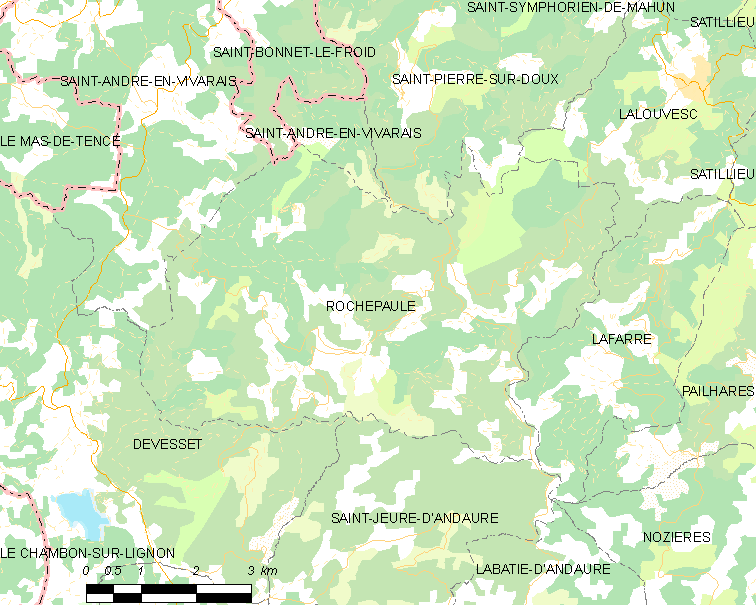
Карта коммуны

В 2007 году из 191 лица в трудоспособном возрасте (15—64 лет) 131 были экономически активными, 60 — неактивными (показатель активности — 68,6 %, в 1999 году было 61,7 %). Из 131 активных работали 113 человек (70 мужчин и 43 женщины), безработных было 18 (11 мужчин и 7 женщин). Среди 60 неактивных 8 человек были учениками или студентами, 33 — пенсионерами, 19 были неактивными по другим причинам.